# Matthäuskirche (Salzburg)

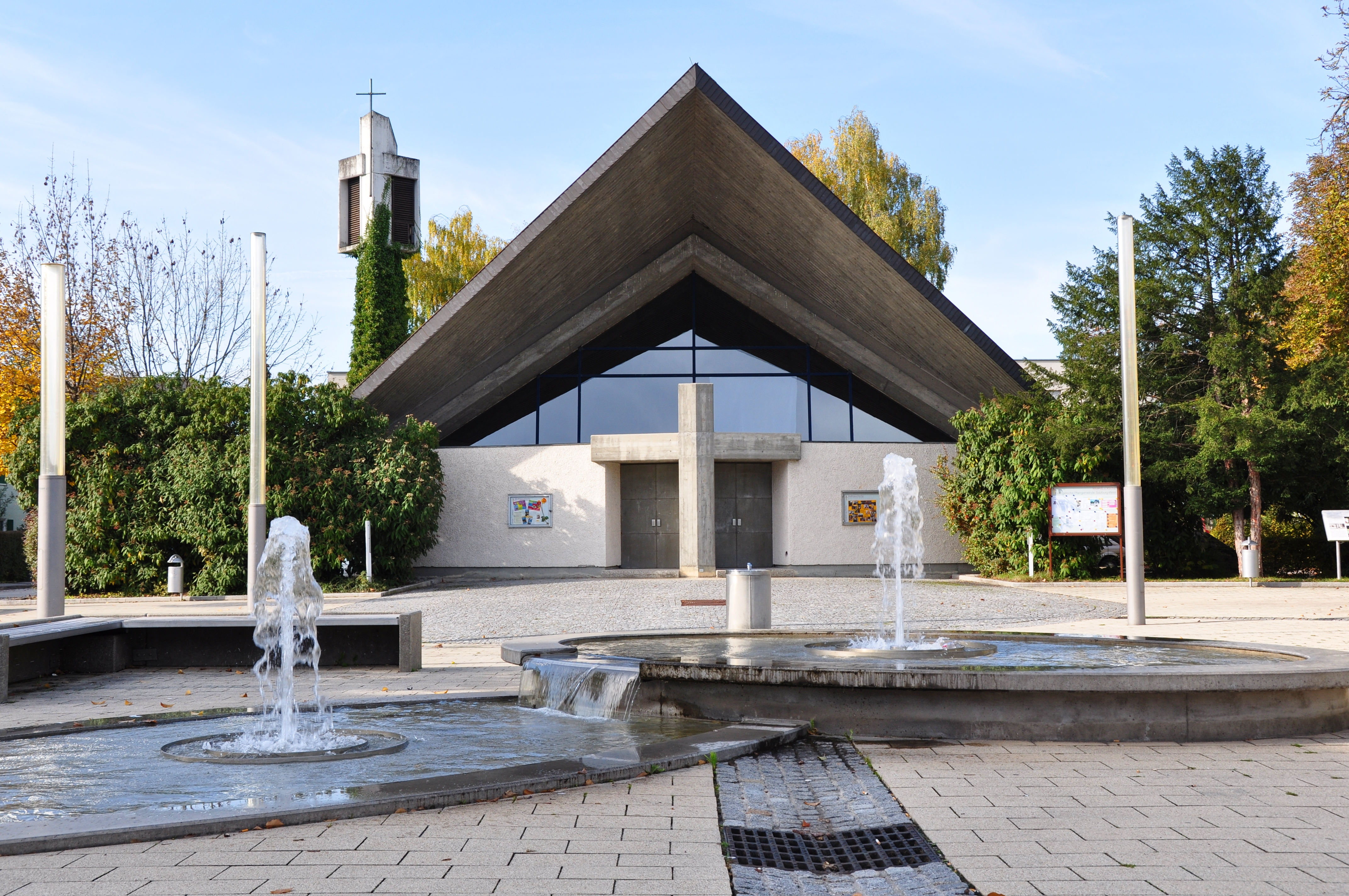
Matthäuskirche in Salzburg

Die Matthäuskirche ist eine evangelische Gemeindekirche im Salzburger Stadtteil Taxham. Sie gehört der Superintendentur Salzburg und Tirol in der Evangelischen Kirche A. B. in Österreich an.

## Geschichte
Aufgrund der Flüchtlingsbewegung nach dem Zweiten Weltkrieg aus Ost- und Südosteuropa, für die ab 1954 die Großsiedlung Taxham entstand,  stieg die Zahl der in Salzburg ansässigen Protestanten. Unter dem langjährigen Pfarrer Nils Koblanck entstand nach Plänen der Architekten Hans Laimer und Eugen Salpius auf einem vom Land Salzburg zur Verfügung gestellten Baugrundstück das jetzige Kirchenbauwerk, das am 25. Oktober 1969 durch Superintendent Emil Sturm eingeweiht wurde. Zunächst als Tochtergemeinde der Christuskirche in Salzburg gegründet, ist sie seit 1994 eine selbständige Gemeinde.

## Architektur
Das im Stil des Brutalismus der 1960er Jahre errichtete Taxhamer Kirchengebäude tritt nach außen mit seinem weit herabgezogenen schweren Satteldach in Erscheinung, das sich über die offene Verglasung des Giebelfeldes sichtbar in den Kirchenraum fortsetzt. Die Eingangssituation ist als spornförmig vorgezogenes Doppelportal mit einem Betonpfeiler angelegt, der durch seinen Querbalken Kreuzesform erhält. Der rückwärtig versetzte Glockenträger ist reduziert auf einen Spornpfeiler mit Glockenkammer.
Die architektonisch ausgeprägte Zeltform der Auferstehungskirche verweist zugleich auf symbolischer Ebene auf die Schechina der jüdischen Tradition, das Zeltheiligtum, das im Buch Exodus (40,1 ) als Inbegriff der Nähe und Präsenz Gottes das durch die Wüste wandernde Gottesvolk begleitete, aber auch bei der Landnahme Kanaans mitgeführt wird Jos 18,1 , schließlich in den salomonischen Tempel überführt wird (1 Kön 8,3–9 ) und als Zelt Gottes unter den Menschen in der Offenbarung des Johannes (21,3 ) aufgegriffen wird.
1972 erhielt die Kirche ihr Geläut, 1999 eine hinter dem Altar aufgestellte neue Orgel der Firma Rieger Orgelbau, in deren dreiteiligen Prospekt ein expressives Kruzifix von Sepp Auer aus der Erstausstattung der Kirche integriert wurde.